# Sint-Barbarakerk (Breskens)

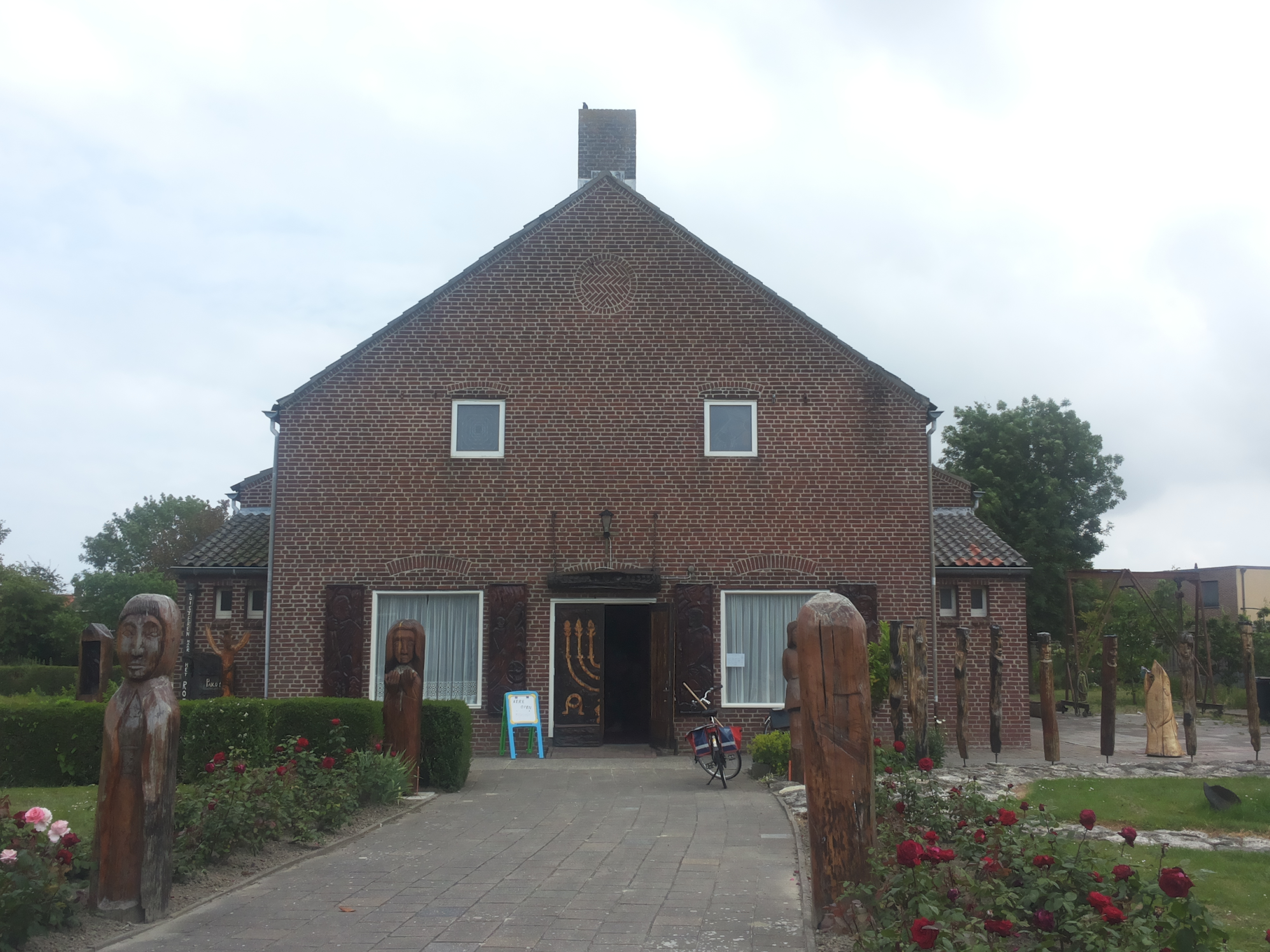
Sint-Barbarakerk

De Sint-Barbarakerk is de parochiekerk van de tot de Nederlandse gemeente Sluis behorende plaats Breskens, gelegen aan Europastraat 7.
Het betreft een bakstenen noodkerk van 1950, die meer op een schoolgebouwtje dan op een kerk lijkt, afgezien van het dakruitertje. Deze verving een noodkerk van 1946. Tot de bouw van een definitieve kerk is het nooit gekomen: In Breskens wonen weinig katholieken.
De kerk is bekend door het werk van de in 2017 overleden pastoor (sinds 1970) en beeldhouwer Omer Gielliet die hier zijn werkplaats had en ook zijn kerk voorzag van tal van beelden.
Van mei tot en met september is de kerk van dinsdag tot en met zaterdag van 13.30 uur tot 16.30 uur geopend voor bezichtigen. 